# 2022年10月イギリス保守党党首選挙
2022年10月イギリス保守党党首選挙（2022ねん10がつイギリスほしゅとうとうしゅせんきょ、英：October 2022 Conservative Party leadership election）は、リズ・トラスの後継として保守党党首兼イギリス首相を選出する選挙。最終的な立候補者がリシ・スナク元財務大臣のみとなったため、スナクが無投票で当選した。
今回の選挙の結果、イギリス史上初の非白人（アジア系）、かつ過去200年あまりで最年少の首相が誕生した。

## 選挙の詳細
トラス首相は10月20日の辞任声明において、選挙を「来週中に」完了させると述べた。党の1922年委員会委員長のグラハム・ブレイディは迅速なプロセスを設定した。指名は2022年10月24日の現地時間午後2時に締め切られ、候補者は指名期限までに少なくとも100人の庶民院議員から指名を受ける必要がある。選挙時の保守党庶民院議員は357人であることから、基準を満たす候補者は多くとも3人となる。3人の候補者が指名基準を満たした場合、保守党庶民院議員による投票が行われ、1人が除外される。2人の候補者の間で保守党庶民院議員による示唆的投票(indicative vote)が行われる。この投票は有権者である保守党員たちに議員たちの意向を示すために行われるものであり拘束力はない。最後に、保守党員によるオンライン投票が行われ、2人のうち多数の票を獲得した候補者が党首に選出される。指名条件を満たした候補者が1人だけだった場合には、その者が自動的に党首となる。
同年7月から9月にかけて行われた前回の党首選挙よりもタイムテーブルははるかに短く、指名のハードルも高い。これらの変更と、最終候補者が2人の場合の庶民院議員による示唆的投票の追加は、最終候補者を迅速に絞り込み、党員投票をできる限り回避するために導入されたとみられている。
リシ・スナク元財務大臣、ペニー・モーダント庶民院院内総務、ボリス・ジョンソン前党首（前首相）が最後まで立候補を模索したが、立候補受付日の10月24日までにスナクが立候補を正式に表明した一方、モーダントとジョンソンは立候補しないことを表明したため、投票を待たずしてスナクの当選が確定し、イギリス史上初のアジア系首相が誕生することとなった。

## 候補者

### 立候補表明した者
以下の保守党議員が党首選への立候補を正式に表明した。
- リシ・スナク（元財務大臣）[9]

### 立候補に関心があると報じられた者
以下の保守党議員は党首選への立候補に関心を示していると報じられた。
- スエラ・ブレイバーマン（英語版）（前内務大臣）[11]

### 辞退者
以下の保守党議員は、立候補が取り沙汰されたものの辞退を表明した。
- マイケル・ゴーヴ（元住宅・コミュニティ・地方自治大臣）[12]
- ジェレミー・ハント（財務大臣）[13]
- トム・タジェンダット（英語版）（安全保障担当大臣（英語版））[14]
- ケミ・ベーデノック（国際貿易大臣）[15]
- ボリス・ジョンソン（元首相兼保守党党首）[16]
- ペニー・モーダント（庶民院院内総務・枢密院議長）[10]